# Дементерович, Ладислав
Ладислав Дементерович (хорв. Ladislav Demeterović), известный также под псевдонимами Лаци (хорв. Laci) и 4 Kuna 20 Lipas (29 января 1933 — 19 ноября 2010) — хорватский певец.
Вместе с группой «Kraljevi Ulice» представлял Хорватию на конкурсе песни Евровидение 2008. Для выступления Ладислав взял себе псевдоним 75 Cents, так как на момент участия в конкурсе ему было 75 лет. Тогда он побил рекорд на самого возрастного конкурсанта «Евровидения», державшийся 47 лет и принадлежавший 56-летней немке Лале Андерсен, участнице Евровидения-1961. Впрочем, рекорд Дементеровича в свою очередь продержался недолго: уже в 2012 году его превзойдут 76-летние англичанин Энгельберт Хампердинк и Наталья Яковлевна Пугачёва из группы Бурановские бабушки.
На Евровидении им (вместе с «Kraljevi Ulice») была исполнена песня «Romanca». Композиции удалось пробиться в финал, заняв 4-е место со 112-ю баллами. Но уже в финале группа финишировала только 21-й (с результатом в 44 балла).
28 марта 2009 года в Государственном Кремлёвском Дворце «Kraljevi Ulice» и 75 Cents получили всероссийскую государственную премию «Шансон года 2009» за русскую версию песни Romanca.
Ладислав умер от сердечного приступа в «Vinogradska Hospital» в Загребе 19 ноября 2010, в возрасте 77 лет.